# Пасхальный цыплёнок

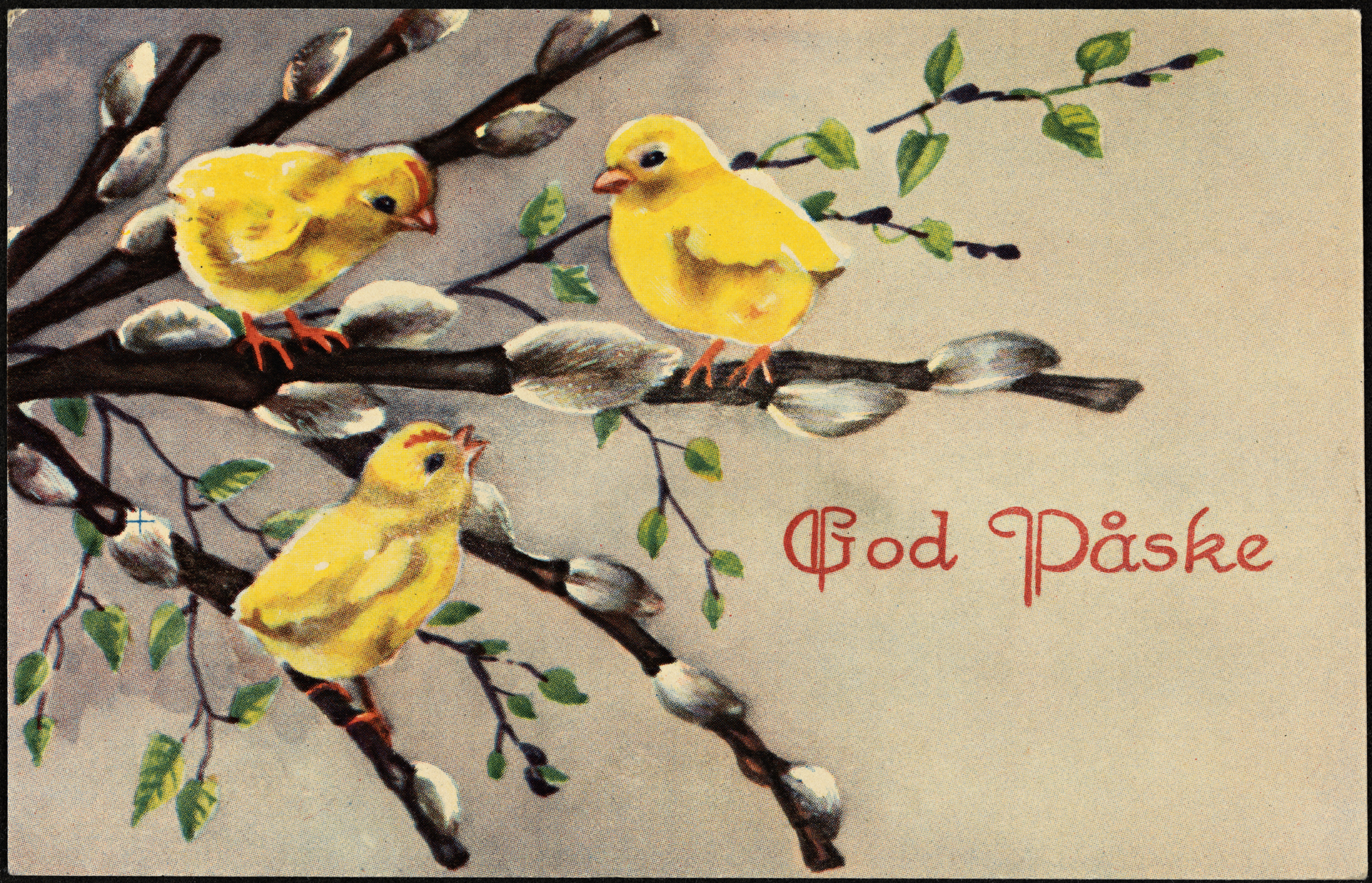
Норвежская пасхальная открытка, 1947.

Пасхальный цыплёнок — один из пасхальных символов и украшений. Наряду с пасхальными яйцами, являются символом плодородия и новой жизни, как в языческой, так и христианской традициях. Так как зимой цыплята не появляются, поэтому они также являются символом весны.
Пасхальный цыпленок более всего популярен в Северной Европе, по сравнению с пасхальным зайцем, который популярен в других странах Европы и США. Пасхальный заяц в Скандинавии стал особенно известен благодаря поставкам пасхальных товаров в немецких магазинах.

## Украшение

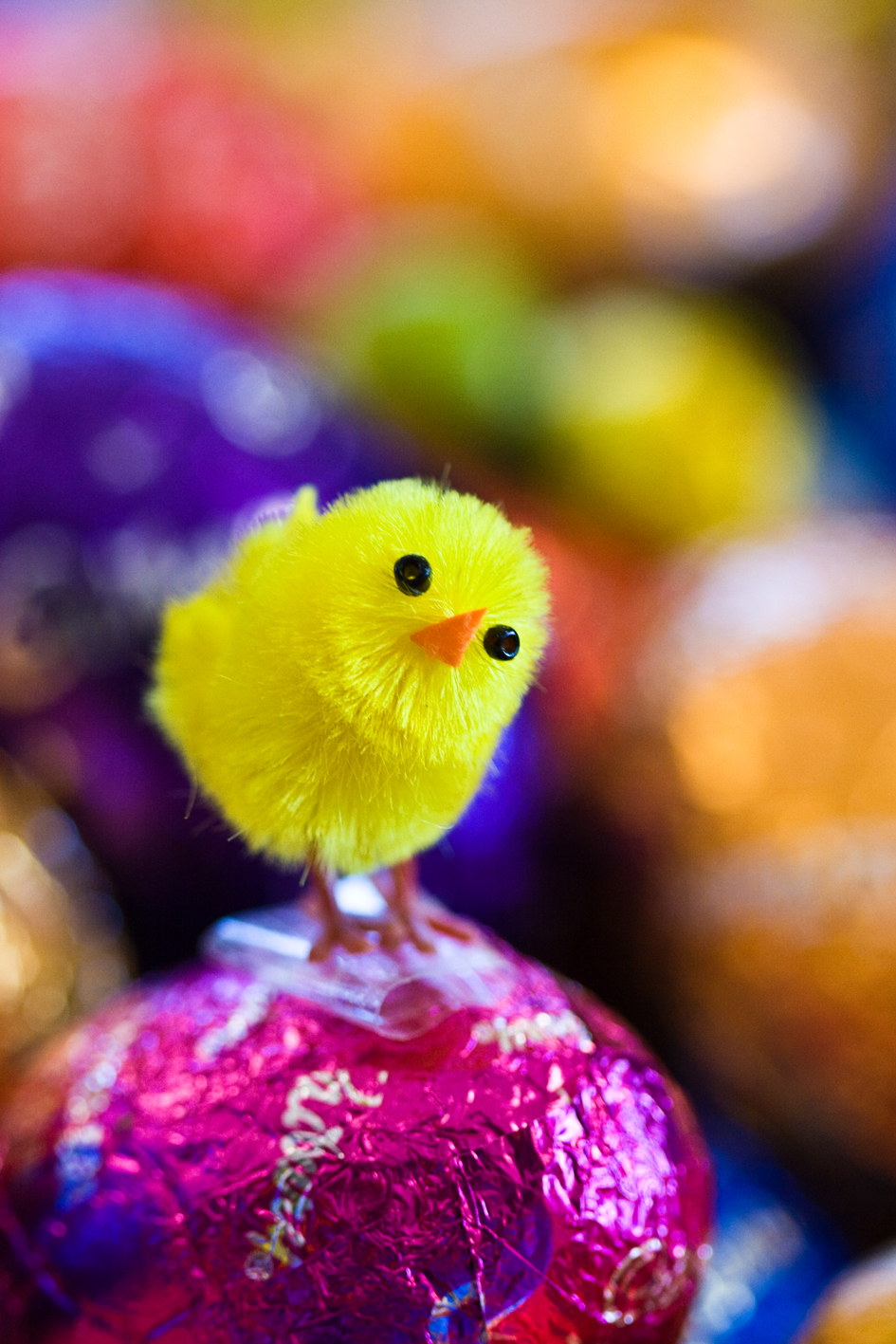
Цыпленок как пасхальное украшение на яйце.

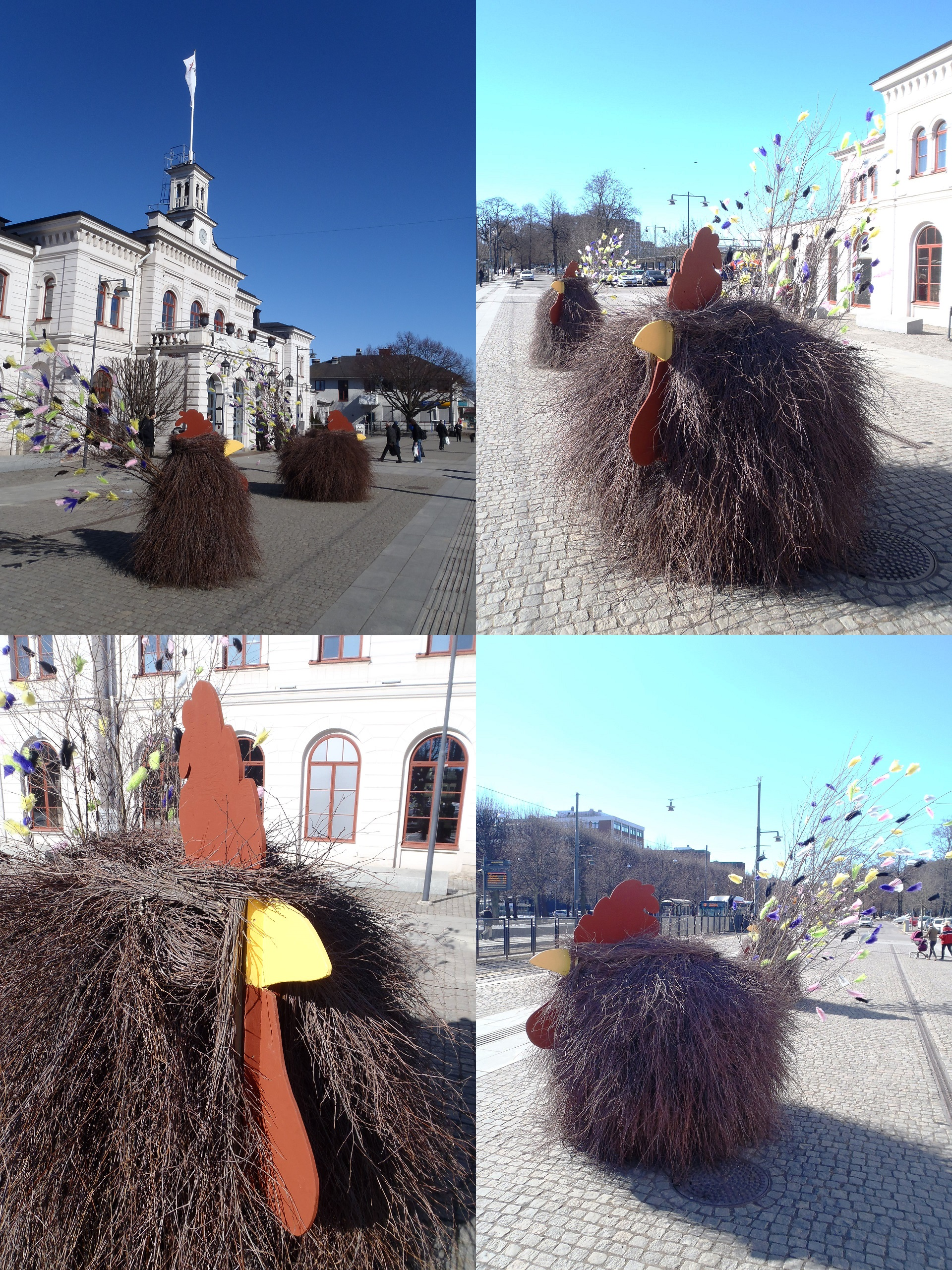
Пасхальное украшение. ЖД станция в Норрчёпинге, Швеция, 2013

Цыплята, курицы и петухи были обычными мотивами на пасхальных открытках в течение всего XX века. Изображались как настоящие цыплята, так и их художественные образы.
Цыплят изготавливают для пасхальных украшений, для этого используются самые разные материалы (пряжа, ткань, волокна, piperensar, проволока).

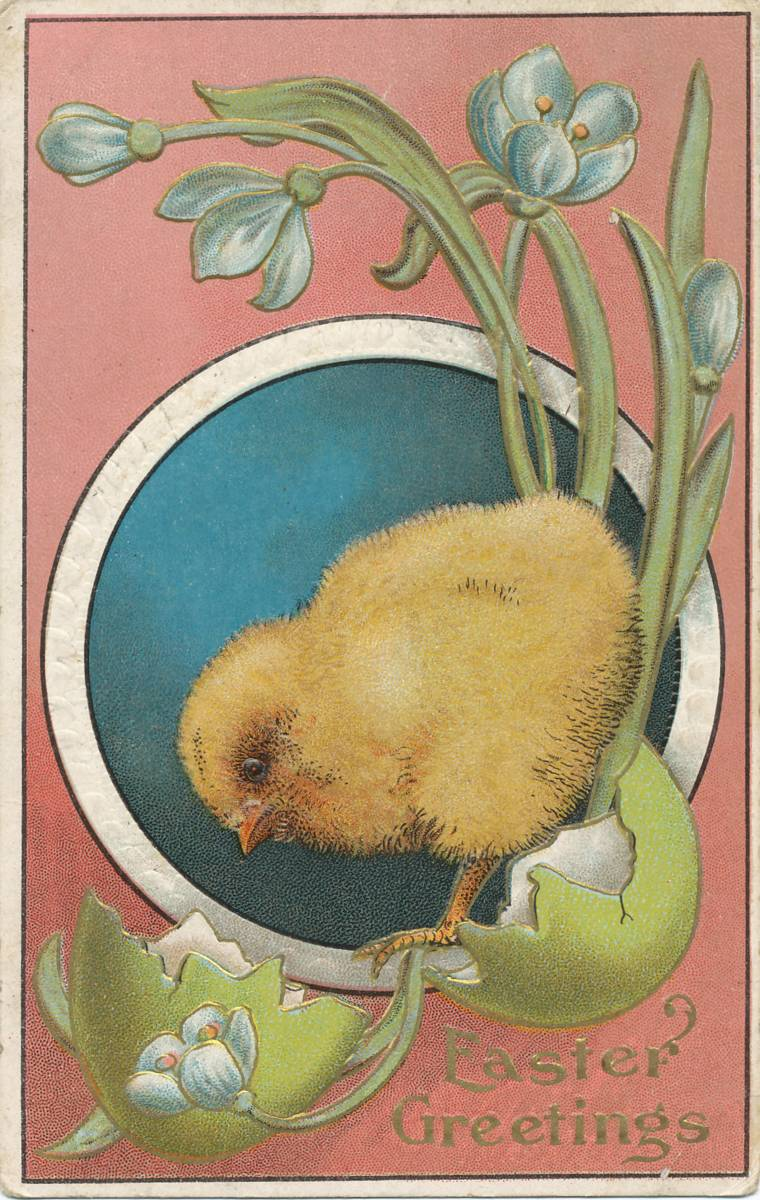
Пасхальная открытка из США, ок. 1910.
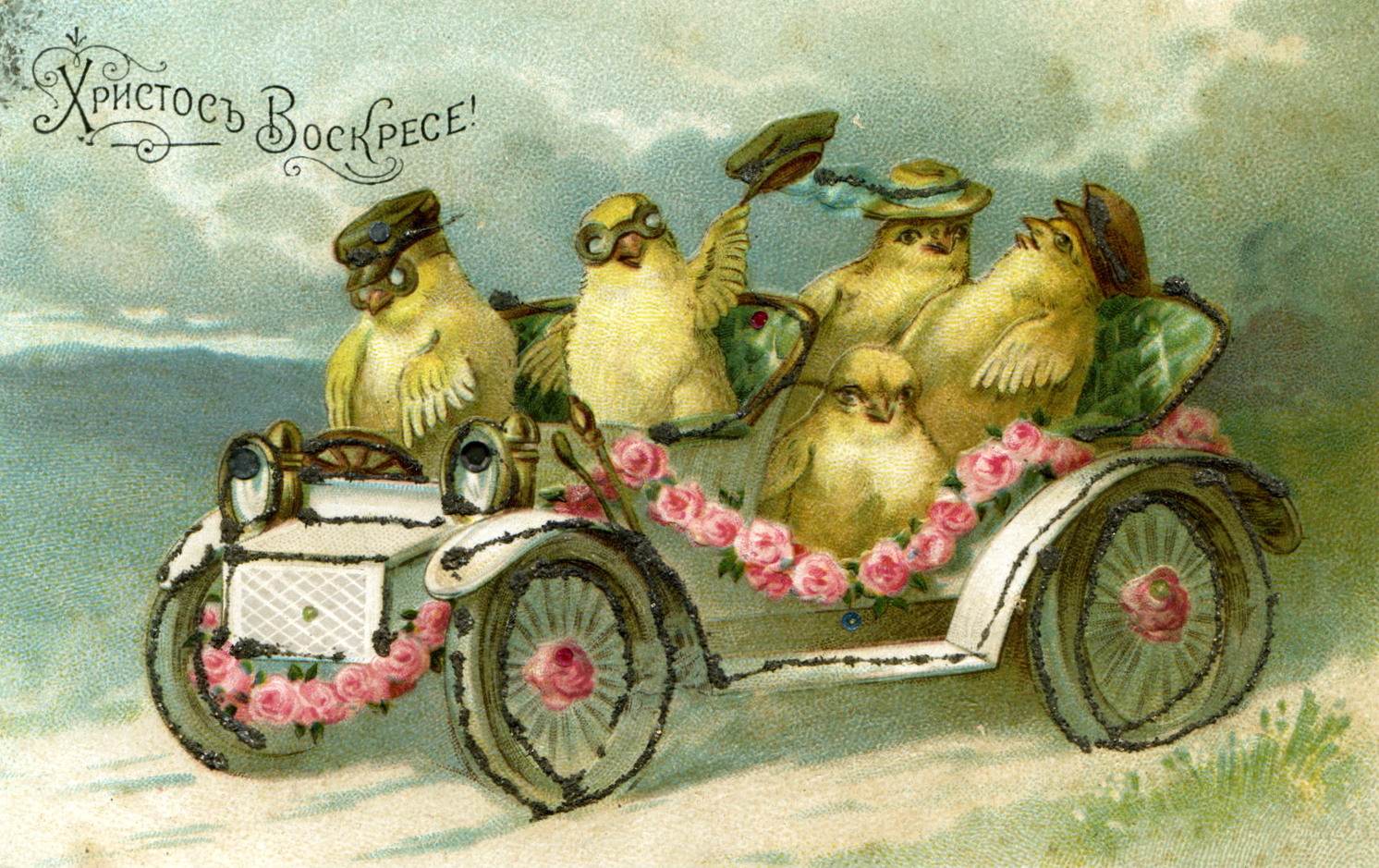
Российская пасхальная открытка начала 1900-х
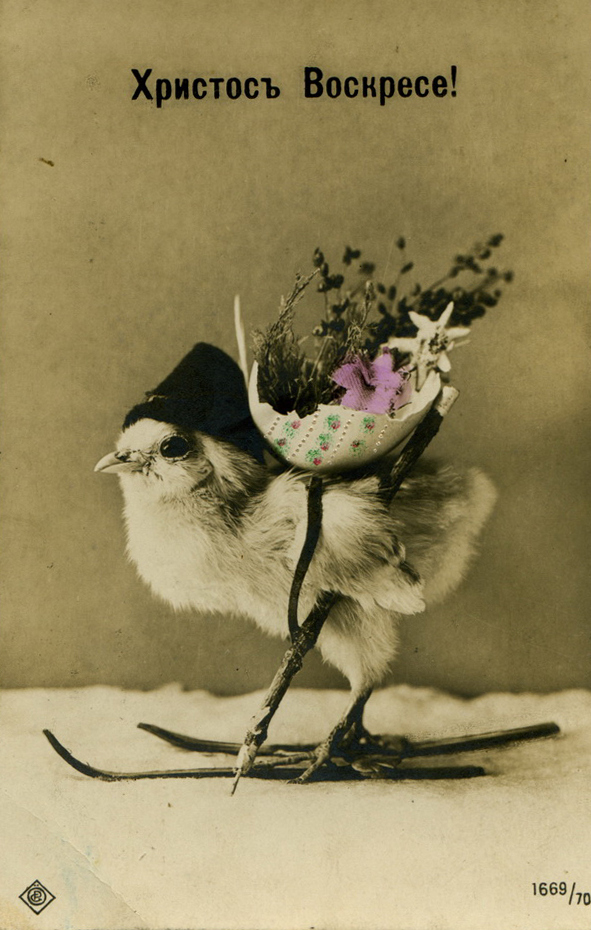
Российская пасхальная открытка
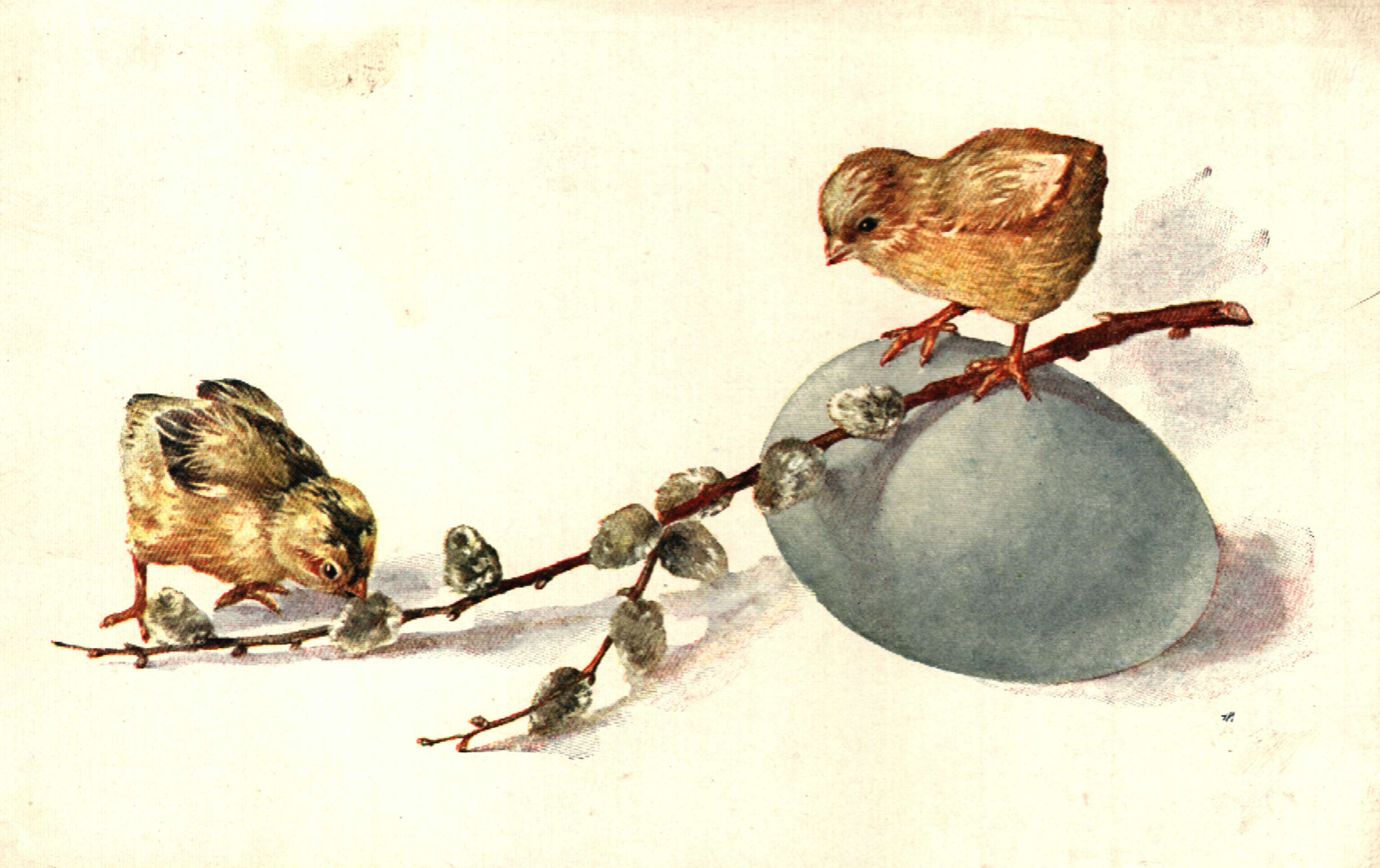
Греческая пасхальная открытка, 1918.
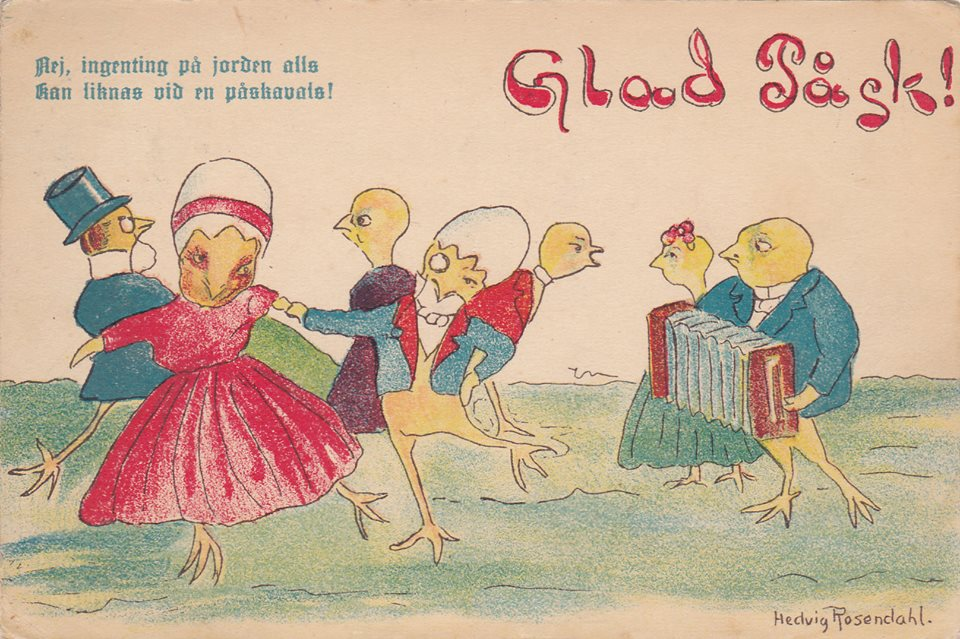
Танцующие цыплята на шведской открытке. Худ. Хедвиг Розендаль.
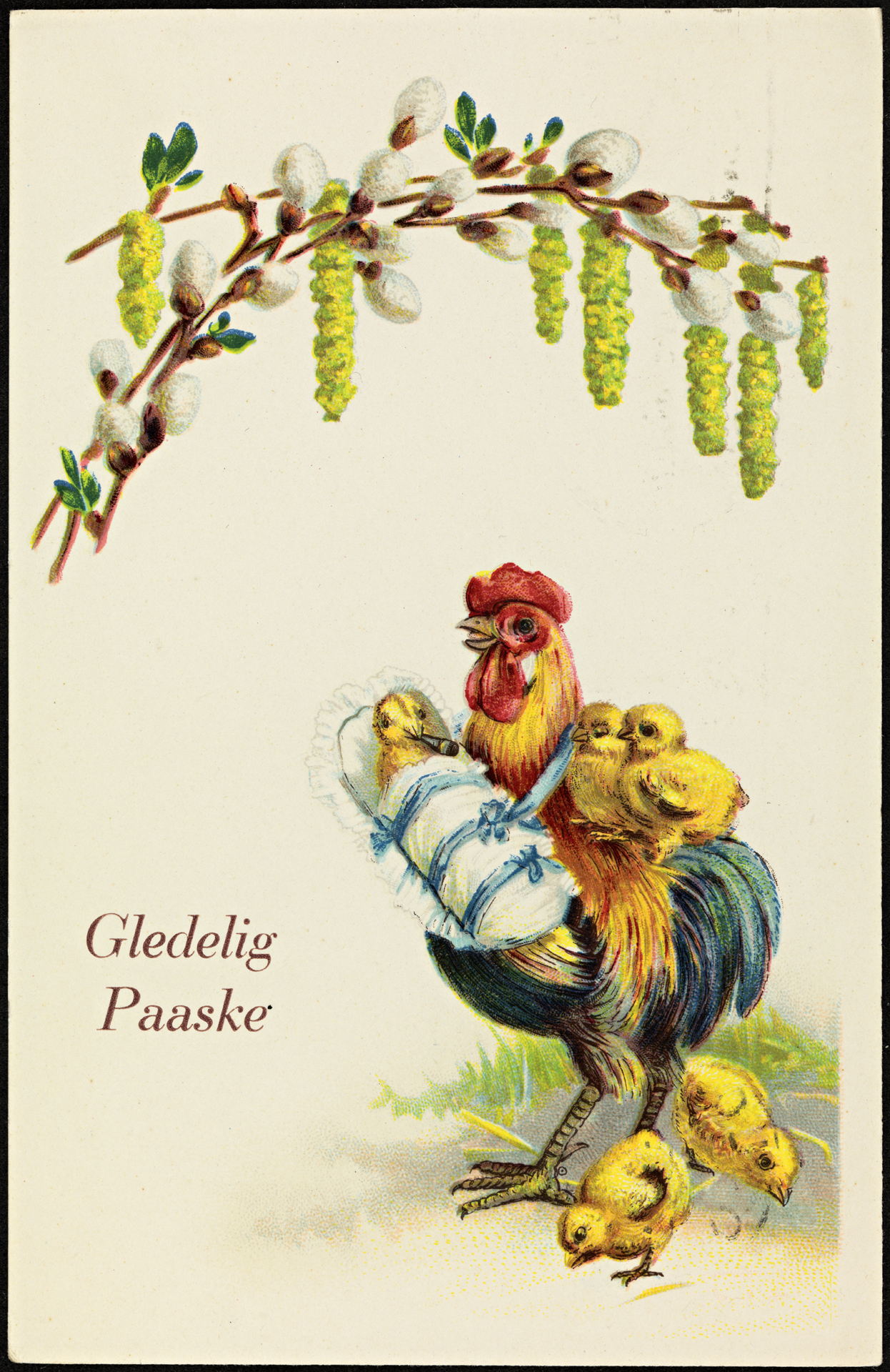
Норвежская пасхальная открытка, 1928

## Живые цыплята
Пасху возможно отмечать с живыми цыплятами, которых выводят специально на праздник, например, в детском саду или на ферме для посетителей. Многие такие фермы и некоторые открытые музеи празднуют Пасху с живыми цыплятами.
Также цыплят дарят детям. Иногда цыплят раскрашивают наподобие пасхальных яиц. Однако обращение с живыми существами как с игрушками или для украшений резко критикуют.

## Еда

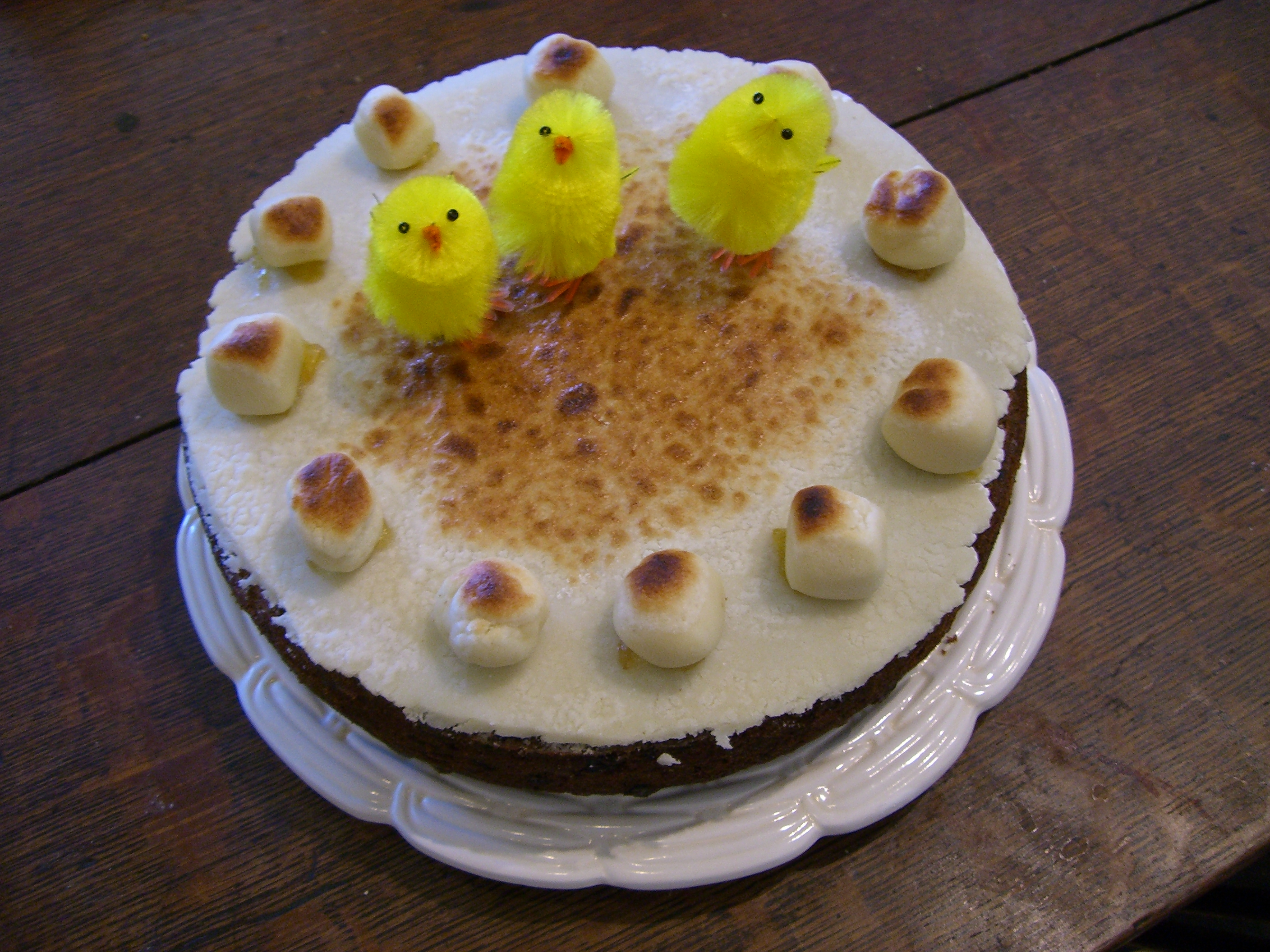
Торт «Симнел», украшенный пасхальными цыплятами

Как и в случае с другими образами, на Пасху готовят сладости и другую пищу в форме цыплят. Например, торты, шоколадные цыплята (по аналогии с шоколадными яйцами или зайцами). В Соединенных Штатах и Канаде производят разноцветные машмеллоу Peeps в форме цыплят, их часто можно найти в пасхальных корзинках.
В качестве пасхального блюда можно также есть и курицу вместо, например, ягнятины.